# ار ميله
 ارميله  قرية صغيرة تتبع بلدة شيبكوه (بالفارسية: بخش شيبكوه ) من توابع مدينة لنجة وتقع في محافظة هرمزگان في جنوب إيران. تقع هذه القرية على بعد 12 كيلومتراً في الشمال الغربي قرية جفر طيور.

## حدود قرية ارميله
حدود قرية ارميله، من الشمال: قرية نخل جمال ، ومن الجنوب قرية جزه، ومن الغرب قرية سكروه ، ومن الشرق تنتهي بقرية عرمكي.

## السكان
يبلغ عدد سكان هذه القرية حسب تعداد السكان لعام 2006 للميلاد، (200) نسمه من أهل السنة والجماعة وعلى المذهب الشافعي. يتكلون باللغة العربية، لهم
مسجد، ومدرسة، وعيادة صحية صغيرة، وبركتان لحفظ مياه الأمطار، بها المرافق العامة كالماء، والكهرباء، والهاتف. يمتهنون بتربية المواشي والزراعة.